# بيفيرلي جونز
بيفيرلي جونز (بالإنجليزية: Beverley Jones) هي منافسة ألعاب القوى بريطانية، ولدت في 17 أكتوبر 1974 في كوينزفري ‏ في المملكة المتحدة.

## روابط خارجية
- بيفرلي جونز على موقع Paralympic.org (الإنجليزية)
- بيفرلي جونز على موقع اتحاد ألعاب الكومنولث (مؤرشف) (الإنجليزية)